# Шнеллин
Шнеллин (нем. Schnellin) — деревня в Германии, в земле Саксония-Анхальт. Входит в состав города Бад-Шмидеберг района Виттенберг. Располагается на границе природного парка Дюбенер-Хайде.
Население составляет 318 человек (на 31 декабря 2006 года). Занимает площадь 7,30 км².
Впервые упоминается в 1388 году как Сленин.
Ранее Шнеллин имела статус самостоятельной общины (коммуны). 1 июля 2009 года вошла в состав города Бад-Шмидеберг. Последним бургомистром общины Шнеллин был Франк Хервальд.